# Rádio Senado
Rádio Senado é uma emissora da Secretaria de Comunicação Social do Senado Federal, ao lado da Agência Senado e da TV Senado..
A Rádio Senado tem sede em  Brasília, Distrito Federal, com estúdios localizados no Anexo II do Senado em Brasília.
Sua programação é retransmitida para uma rede composta por outras quinze emissoras nas seguintes capitais:Rio de Janeiro (RJ) , Natal (RN), Cuiabá (MT), Fortaleza (CE), Rio Branco (AC), Teresina (PI), Manaus (AM), João Pessoa (PB), Macapá (AP), São Luís (MA), Aracaju (SE), Belém (PA), Boa Vista (RR), Maceió (AL) e Porto Velho (RO). A programação produzida na Capital Federal é disponibilizada no site da emissora e por meio do serviço de Radioagência, que oferece download gratuito dos áudios para uso de outras emissoras de rádio.
A Rádio Senado iniciou as suas transmissões oficialmente  em 29 de janeiro de 1997. Antes disso, uma série de iniciativas compõe a história da transmissão sonora dos trabalhos legislativos do Senado. Entre elas, a produção de notícias para o programa A Voz do Brasil, desde o ano de 1962, boletins diários destinados às emissoras de rádio privadas, inserções noticiosas em caixas de som espalhadas pelo prédio do Senado, serviço conhecido por “Dim-Dom”, e a veiculação de música brasileira de qualidade.
Por meio da Radioagência Senado, na internet, as emissoras de todo o país podem retransmitir gratuitamente os boletins sobre as atividades do Senado ao vivo, além de ter acesso a todo o material jornalístico produzido pela equipe da Rádio Senado, incluindo o Jornal do Senado, transmitido dentro do programa A Voz do Brasil.

## História

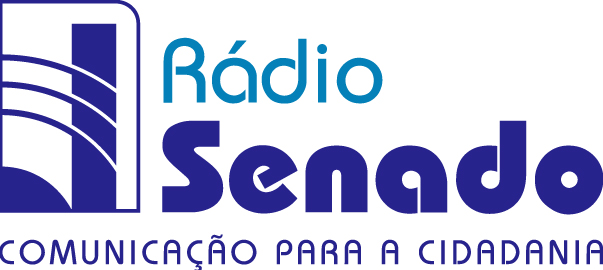
Logotipo usado até fevereiro de 2016

Em 1996, por decisão do então Presidente do Senado José Sarney, foi criada uma comissão para desenvolver o projeto de instalação de uma emissora, inicialmente de FM. E em 29 de janeiro de 1997, foi criada a Subsecretaria de Rádio Senado, com o objetivo prioritário de transmitir o áudio das reuniões das comissões e sessões plenárias do Senado Federal e do Congresso Nacional. À nova emissora coube, ainda, divulgar as demais atividades do Senado, incluindo as ações da Presidência e dos senadores.
Ao longo dos anos, a Rádio Senado tem contribuído para a transparência das ações legislativas, ao levar à população as discussões e projetos votados na Casa, que têm repercussão na vida dos brasileiros. Dentre as principais coberturas jornalísticas da emissora, destacam-se: as cerimônias de posse dos senadores e dos presidentes da República; as eleições gerais; as eleições municipais de 2000, 2004, 2008 e 2012; o processo de impeachment da presidente Dilma Rousseff; feiras nacionais de livros; a Conferência das Nações Unidas sobre Desenvolvimento Sustentável, a Rio+20 e as Conferências das Partes sobre Mudanças Climáticas, COP-22, em Marrocos (2016), COP-23, na Alemanha (2017) e COP-24, na Polônia (2018). 
Além das transmissões de FM, a Rádio Senado contou, de 1999 até o início de 2012, com o serviço de transmissão em Ondas Curtas (OC), por meio de contrato de parceria com a EBC - Empresa Brasileira de Comunicação. Essa programação era especialmente dirigida para as regiões Norte e Nordeste do Brasil, além do estado de Mato Grosso e do norte de Goiás, com linguagem diferenciada, mais leve, num formato didático e popular, com o objetivo de uma comunicação mais eficaz com o público alvo. 
Em novembro de 2017, com a estruturação do serviço de Radioagência, a emissora passou a buscar um relacionamento mais próximo com as emissoras conveniadas em todos os estados do país. Além de todo o material jornalístico e cultural produzido pela Rádio, as conveniadas passaram a receber material institucional e vinhetas personalizadas que realçam a parceria com a Rádio Senado.

## Estrutura
A rádio está presente em Brasília e mais 15 capitais e suas regiões metropolitanas (Cuiabá, Rio Branco, Macapá, Manaus, Belém, Boa Vista, Teresina, São Luís, Fortaleza, Maceió, João Pessoa, Natal, Aracaju, Rio de Janeiro e Porto Velho). As emissoras fora de Brasília funcionam a partir de convênios com os legislativos locais, fundações culturais e educativas e universidades, que fornecem estrutura física e manutenção dos espaços, enquanto o Senado viabiliza os transmissores. 